# 1. division (Handball)
Die 1. division ist die zweithöchste Spielklasse im dänischen Herrenhandball. Bis zur Einführung der Håndboldligaen in der Saison 1998/99 war sie die höchste Spielklasse im Ligasystem.

## Modus

### Bis 1998
Die Liga startete 1947 mit neun Mannschaften, die in einer einfachen Runde (ohne Rückspiele) den dänischen Meister ermittelten. Seit 1951/52 wurde eine Rückrunde ausgetragen, die Teilnehmerzahl erhöhte sich 1950/51 auf zehn und 1990/91 auf zwölf Mannschaften. Nach Einführung der Håndboldligaen zur Saison 1998/99 war die 1. division nur noch zweitklassig.

### Seit 1998
Bis einschließlich 2003/04 wurde die Liga in zwei Staffeln (vest und øst, dt. West und Ost) ausgetragen, seitdem besteht sie nur noch aus einer Staffel mit 14 Mannschaften, die im Modus Jeder gegen Jeden aufeinandertreffen. Der Meister steigt direkt in die Håndboldligaen auf, die beiden (bis einschließlich 2013/14 drei) nächstbesten Mannschaften nehmen an den Relegationsspielen zur höchsten Landesspielklasse teil. Seit 2014/15 werden diese in zwei direkten Duellen ausgetragen, deren Sieger sich für die Folgesaison der Håndboldligaen qualifizieren:
- Platz 2 der 1. division gegen Platz 13 der Håndboldligaen
- Platz 3 der 1. division gegen Platz 12 der Håndboldligaen

Die drei Letztplatzierten steigen direkt in die 2. division ab und werden durch die Meister der drei Staffeln der 2. division ersetzt. Die drei Zweitplatzierten der 2. division ermitteln zwei Teilnehmer an Relegationsspielen mit dem Zehnt- und Elftplatzierten der 1. division:
- Platz 11 gegen den besten Zweiten der 2. division
- Platz 10 gegen den zweitbesten Zweiten der 2. division

Sollte eine Reservemannschaft eines Erst- oder Zweitligisten die Meisterschaft in einer der Staffeln der 2. division erringen, ist diese nicht aufstiegsberechtigt. In diesem Fall verringert sich die Anzahl der direkten Absteiger und die Berechtigungen für den direkten Klassenerhalt bzw. für die Teilnahme an den Qualifikationsspielen verschieben sich dementsprechend nach unten. Sollten alle drei Staffeln der 2. division von Reservemannschaften gewonnen werden, gäbe es demzufolge keinen direkten Absteiger.

## Meister

### Von 1947 bis 1998 (erste Liga)
| Jahr | Meister       |
| ---- | ------------- |
| 1947 | H.G. Håndbold |
| 1948 | IF Ajax       |
| 1949 | IF Ajax       |
| 1950 | IF Ajax       |
| 1951 | Helsingør IF  |
| 1952 | IF Ajax       |
| 1953 | IF Ajax       |
| 1954 | Tarup HK      |
| 1955 | Aarhus KFUM   |
| 1956 | H.G. Håndbold |
| 1957 | A.G.F.        |
| 1958 | Helsingør IF  |
| 1959 | A.G.F.        |
| 1960 | H.G. Håndbold |
| 1961 | A.G.F.        |
| 1962 | IK Skovbakken |
| 1963 | Aarhus KFUM   |

| Jahr | Meister         |
| ---- | --------------- |
| 1964 | IF Ajax         |
| 1965 | A.G.F.          |
| 1966 | H.G. Håndbold   |
| 1967 | H.G. Håndbold   |
| 1968 | H.G. Håndbold   |
| 1969 | H.G. Håndbold   |
| 1970 | H.G. Håndbold   |
| 1971 | Efterslægten    |
| 1972 | IF Stadion      |
| 1973 | IF Stadion      |
| 1974 | Aarhus KFUM     |
| 1975 | Fredericia KFUM |
| 1976 | Fredericia KFUM |
| 1977 | Fredericia KFUM |
| 1978 | Fredericia KFUM |
| 1979 | Fredericia KFUM |
| 1980 | Aarhus KFUM     |

| Jahr | Meister            |
| ---- | ------------------ |
| 1981 | Helsingør IF       |
| 1982 | IK Skovbakken      |
| 1983 | Aarhus KFUM        |
| 1984 | Gladsaxe/HG        |
| 1985 | Helsingør IF       |
| 1986 | HIK Håndbold       |
| 1987 | KIF Kolding        |
| 1988 | KIF Kolding        |
| 1989 | Helsingør IF       |
| 1990 | KIF Kolding        |
| 1991 | KIF Kolding        |
| 1992 | GOG                |
| 1993 | KIF Kolding        |
| 1994 | KIF Kolding        |
| 1995 | GOG                |
| 1996 | GOG                |
| 1997 | Virum-Sorgenfri HK |
| 1998 | GOG                |

### Von 1998 bis 2004 (zweigleisige zweite Liga)
| Jahr | Meister vest        | Meister øst       |
| ---- | ------------------- | ----------------- |
| 1999 | Tvis KFUM           | HK Roar           |
| 2000 | Bjerringbro HF      | Otterup HK        |
| 2001 | Kolding HK          | Ajax Kopenhagen   |
| 2002 | FHK Elite           | Otterup HK        |
| 2003 | Silkeborg-Voel KFUM | TMS Ringsted      |
| 2004 | Viborg HK           | GOG Svendborg TGI |

### Seit 2004 (eingleisige zweite Liga)
| Jahr | Meister               |
| ---- | --------------------- |
| 2005 | Ajax Kopenhagen       |
| 2006 | Lemvig Thyborøn       |
| 2007 | Nordsjælland Håndbold |
| 2008 | Ajax Kopenhagen       |
| 2009 | Lemvig Thyborøn       |
| 2010 | AG Kopenhagen         |
| 2011 | SønderjyskE Håndbold  |
| 2012 | Ribe-Esbjerg HH       |
| 2013 | GOG Svendborg TGI     |
| 2014 | HC Midtjylland        |
| 2015 | Nordsjælland Håndbold |
| 2016 | Randers HH            |
| 2017 | Nordsjælland Håndbold |
| 2018 | TMS Ringsted          |
| 2019 | Fredericia HK         |
| 2020 | TMS Ringsted          |
| 2021 | Nordsjælland Håndbold |
| 2022 | HC Midtjylland        |
| 2023 | TMS Ringsted          |